# Ruby i Oswald
Ruby i Oswald (ang. Ruby and Oswald) – amerykański film telewizyjny (dramat) z 1978 roku.

## Fabuła
Opowiada historię Jacka Ruby’ego i Lee Harveya Oswalda i ich związek z zamachem na Johna F. Kennedy’ego.

## Obsada
- Michael Lerner jako Jack Ruby
- Frederic Forrest jako Lee Harvey Oswald
- Doris Roberts jako Eva
- Lou Frizzell jako kapitan J. Will Fritz
- Bruce French jako Robert Oswald
- Sandy McPeak jako prokurator okręgowy Wade
- Lanna Saunders jako Marina Oswald
- Sandy Ward jako Jesse Curry
- Brian Dennehy jako George Paulsen
- Michael Pataki jako Ike Pappas
- James Brodhead jako sędzia Johnston